# Beim Wolfi

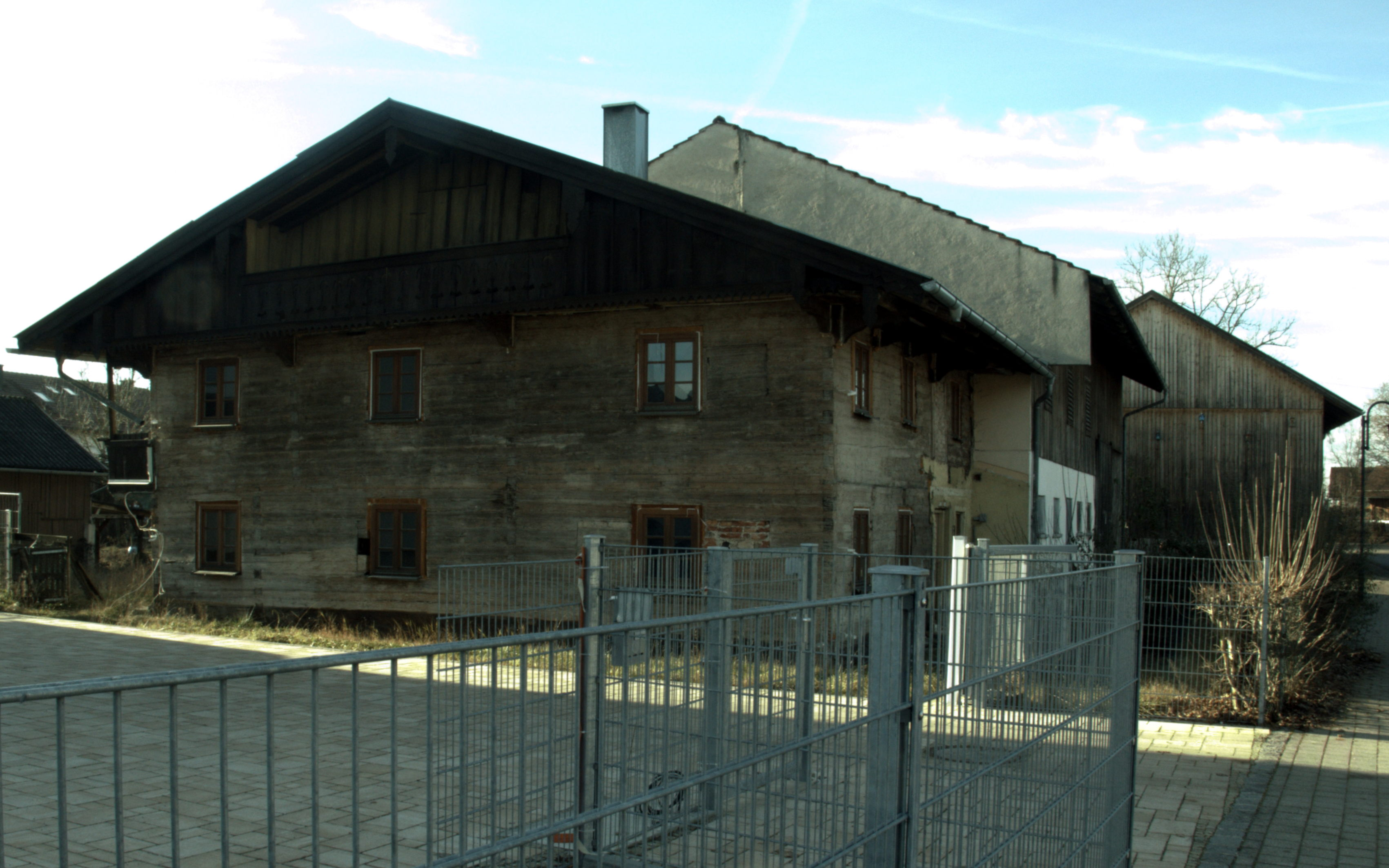
Haus Beim Wolfi in Dürrnhaar (2016)

Das Bauernhaus Beim Wolfi in Dürrnhaar, einem Gemeindeteil von Aying im oberbayerischen Landkreis München, wurde um 1730/40 errichtet. Der Wohnteil des Bauernhauses an der Egmatinger Straße 4 ist ein geschütztes Baudenkmal.
Der zweigeschossige verputzte Blockbau mit Flachsatteldach besitzt eine seitliche Laube und eine Giebellaube mit profilierten Balkenköpfen. 